# Miroslav Mihálik
Miroslav mirek Mihálik (* 4. září 1969) je bývalý slovenský fotbalista.

## Fotbalová kariéra
V československé lize hrál za Plastiku Nitra. Nastoupil v 1 ligovém utkání.

## Ligová bilance
| Ročník                                   | Zápasy | Góly | Klub           |
| ---------------------------------------- | ------ | ---- | -------------- |
| 1. československá fotbalová liga 1988/89 | 1      | 0    | Plastika Nitra |
| CELKEM                                   | 1      | 0    |                |